# Eremiaphila maculipennis
Eremiaphila maculipennis es una especie de mantis de la familia Eremiaphilidae.

## Distribución geográfica
Se encuentra en Mauritania.